# Sarıayak, Emet
Sarıayak là một xã thuộc huyện Emet, tỉnh Kütahya, Thổ Nhĩ Kỳ. Dân số thời điểm năm 2008 là 220 người.